# Micrapatetis flavipars
Micrapatetis flavipars är en fjärilsart som beskrevs av George Francis Hampson 1910. Micrapatetis flavipars ingår i släktet Micrapatetis och familjen nattflyn. Inga underarter finns listade i Catalogue of Life.